# Александровка (Карасукский район)
Александровка — упразднённый посёлок в Карасукском районе Новосибирской области. На момент упразднения входил в состав Хорошинского сельсовета. Упразднен в 1977 году.

## География
Располагался на границе с Бурлинским районом Алтайского края, к северо-западу от озера Соленое, в 7 км к северо-востоку от села Хорошее.

## История
Посёлок был основан в 1925 г. В 1928 году выселок Александровский состоял из 42 хозяйств. В административном отношении входил в состав Хорошинского сельсовета Ново-Алексеевского района Славгородского округа Сибирского края.
Решением Новосибирского облисполкома от 01.12.1977 г. № 799 посёлок исключен из учётных данных.

## Население
По переписи 1926 г. на выселке проживало 245 человек (126 мужчин и 119 женщин), основное население — украинцы.